# Suberites mineri
Suberites mineri är en svampdjursart som först beskrevs av de Laubenfels 1935.  Suberites mineri ingår i släktet Suberites och familjen Suberitidae.
Artens utbredningsområde är Kalifornien. Inga underarter finns listade i Catalogue of Life.